# Festival de la Vézère
 (juin 2017).
Si vous disposez d'ouvrages ou d'articles de référence ou si vous connaissez des sites web de qualité traitant du thème abordé ici, merci de compléter l'article en donnant les références utiles à sa vérifiabilité et en les liant à la section « Notes et références ».
Le Festival de la Vézère est un festival de musique classique qui se déroule chaque été, pendant les mois de juillet et août, sur tout le département de la Corrèze dans la région Nouvelle-Aquitaine en France. Il accueille des artistes de renommée internationale notamment Barbara Hendricks, Philippe Jaroussky, le chœur Accentus... dans de hauts lieux du patrimoine corrèzien.

## Historique
Le Festival de la Vézère a été créé en 1981, par Guy et Isabelle de Lasteyrie du Saillant autour d'une ancienne grange bénéficiant d'une acoustique de grande qualité pouvant contenir jusqu'à 400 personnes, dans les dépendances du château du Saillant. Le violoncelliste Roland Pidoux, sollicité pour juger des qualités acoustiques du lieu, a été séduit et participa avec le trio Pasquier à la première édition du festival.
Au fil du temps et de l'eau, les villages des bords de la Corrèze et de la Vézère se sont associés au château du Saillant pour accueillir des soirées musicales de très grande qualité artistique.
Depuis sa création, le festival s'est déjà tenu sur près de 30 communes corréziennes telles que Aubazine, Turenne et Vigeois, tout en restant, pour chaque édition, toujours fidèle au domaine du château du Saillant. Au fil des années, sa fréquentation augmente et compte aujourd'hui[Quand ?] plus de 7000 spectateurs.[réf. nécessaire]